# Martín Fassi
Martín Fassi (ur. 14 listopada 1960 w San Isidro) – argentyński duchowny katolicki, biskup pomocniczy San Isidro w latach 2014–2020, biskup diecezjalny San Martín od 2020.

## Życiorys
Święcenia kapłańskie przyjął 14 grudnia 1984 i został inkardynowany do diecezji San Isidro. Był m.in. wychowawcą w regionalnym seminarium w Resistencii, misjonarzem na Kubie, proboszczem w Pacheco oraz wikariuszem generalnym diecezji.
17 listopada 2014 papież Franciszek mianował go biskupem pomocniczym diecezji San Isidro oraz biskupem tytularnym Dionysiana. Sakry udzielił mu 11 grudnia 2014 ordynariusz San Isidro – biskup Óscar Ojea. 5 grudnia 2020 papież Franciszek przeniósł go na urząd biskupa diecezjalnego San Martín. Ingres do katedry diecezjalnej odbył 26 grudnia 2020.